# Mauricije
Mauricije (lat. Flavius Mauricius Tiberius Augustus, grč. Φλάβιος Μαυρίκιος Τιβέριος Αὔγουστος) (Arabissus, 539. – 27. studenog 602.), bizantski car (582. – 602.), značajan vladar koji je ostavio doprinos u preobrazbi zastarjele kasnorimske države u funkcionalno ustrojeno srednjovjekovno Bizantsko Carstvo.
Kao general borio se uspješno protiv sasanidskih Perzijanaca i rat je nastavio kada je postao car. Iskoristio je nemire u Perzijskom Carstvu te je pomogao mladom kralju Hozroju II. da dođe na prijestolje, nakon čega je 591. godine, sklopio mirovni sporazum s njime po kojemu je veliki dio Armenije pripao Bizantu i tim činom završio ratni sukob.
Bio je prisiljen povući se s većine carskih teritorija na Zapadu, ali je važnim organizacijskim mjerama uspio sačuvati ostatak zapadnih posjeda Crstv na duži period, tako što je ustrojio Ravenski i Kartaški egzarhat i nastojao ih obrambeno osnažiti strogom vojnom organizacijom uvođenjem vojnog namjesništva kojem je podredio i civilnu upravu, što je postalo uzor za kasnije tematski ustroj. Maurikije je namjeravao ponovno zauzeti Rim i predati Zapad svome sinu Tiberiju, a Istok Teodoziju, iz čega je primjetno da nije napustio ideju univerzalnog Rimskog Carstva.
Car se suočio s novom krizom na Balkanu, gdje se stvorio moćan savez naroda pod vodstvom Avara. Avarski kagan Bajan izvršio je napadački pritisak na bizantske pogranične utvrde na Savi i Dunavu te je 582. godine osvojio Sirmij, a dvije godine kasnije pao je Viminacij te privremeno i Singidun. U to vrijeme dogodili su se prvi avarsko-slavenski napadi na Solun. Godine 599. Maurikije je uspješno odbacio Avare preko Dunava, ali taj pothvat nije zaustavio prodor golemih slavenskih masa prema južnim dijelovima Balkana. Carstvo je zahvatila pobuna koju je podigao polubarbarski dočasnik Foka, koji je svrgnuo Mauricija i, uz suglasnost senata, bio proglašen novim carem.